# اسدآباد وسطي (مقاطعة دلفان)
اسدآباد وسطي (بالفارسية: اسدآباد وسطی) هي قرية تقع في قسم نورعلي الريفي بمقاطعة دلفان في إيران. يقدر عدد سكانها بـ 95 نسمة .